# 唐納·川普2024年美國總統競選
唐纳德·特朗普于2017年至2021年担任美国第45任总统，他于2022年11月15日宣布参加2024年美国总统选举。在2024年艾奥瓦州共和党总统初选中获得压倒性胜利后，特朗普被普遍描述为共和党的推定候选人。2024年7月15日，他在密尔沃基举行的共和党全国代表大会上正式获得提名，同时宣布俄亥俄州初级美国参议员J·D·万斯为副总统候选人。最初原定与民主党的时任总统乔·拜登和副总统卡玛拉·哈里斯竞争；2024年7月21日，拜登退出竞选，哈里斯成为民主党总统候选人，选择明尼苏达州州长蒂姆·沃尔兹作为她的竞选搭档。
特朗普的竞选议题包括：实施反移民政策，大规模驱逐合法和非法移民；推行孤立主义的“美国优先”外交政策议程；废除和取代《平价医疗法案》；推行否认气候变化和反对清洁能源的纲领；解散教育部；实施反LGBT政策；以及推行所谓的新重商主义贸易议程。他的竞选提议大幅扩大行政部门对联邦政府的权力，它还因与传统基金会的密切联系而受到媒体的广泛关注，后者制定了“2025计划”，该剧本被批评为可能促进特朗普崛起为独裁政权并将美国引向专制。特朗普否认与2025项目有任何联系，称其中一些提案“绝对荒谬”和“严重极端”，但在竞选活动中呼应了其中的许多内容。
在整个竞选过程中，特朗普发表了许多涉及虚假和误导性的言论，使用了种族主义煽动性言论。他对对手进行了多次人身攻击，其中一些攻击被视为性侵犯、种族主义和厌女主义，并被认为是持续违反政治规范。早在2023年11月退伍军人节开始，特朗普宣扬更多涉及暴力和独裁的言论。他被认为用非人性化的语言来对付他的政治敌人，他在2024年的竞选活动中经常宣扬反移民本土主义和反跨性别恐惧主义。历史学家和学者将特朗普对极右翼极端主义的拥护和对政治敌人的严厉言论描述为民粹主义、独裁主义、法西斯主义，与美国历史上任何一位政治候选人说过的话都不一样。
竞选活动展开之际，特朗普面临着2023年对他提起的四项刑事起诉的法律后果，以及对纽约特朗普集团的民事调查。2024年5月，纽约陪审团在封口费案件裁定特朗普涉犯34项伪造商业记录的重罪，使他成为第一位被判有罪的前美国总统。他的竞选团队宣传具有争议性的指控，包括称2020年大选被窃取，此前特朗普曾前所未有地试图推翻那次选举，并在1月6日的美国国会大厦袭击事件中达到顶峰，许多人称这是一次未遂政变或自我政变。特朗普公开支持1月6日的袭击，并承诺赦免那些被指控参与袭击的人。特朗普在竞选期间还躲过了两次暗杀，一次是在2024年7月在宾夕法尼亚州集会上出现枪击的事件，第二次是在同年9月在他位于佛罗里达州的高尔夫球场上出现持枪疑犯的事件。
2024年11月5日，特朗普和万斯当选第47任美国总统和第50任副总统，赢得了所有七个摇摆州，累计获得312张选举人票，而哈里斯获得226张。特朗普是当选总统年龄最大的人，任期结束时将成为美国历史上年龄最大的总统。他还成为格罗弗·克利夫兰之后第二位非连续任职的总统。